# Разумова, Ксения Александровна
Ксения Александровна Разумова (род. 1931) — российский советский физик, доктор физико-математических наук, дважды лауреат Государственной премии СССР; специалист в области ядерной физики.

## Биография
Ксения Разумова родилась 23 января 1931 года в Москве, на улице Герцена, в семье Александра и Натальи Разумовых. Отец, Александр Семенович Разумов, был микрогидробиологом, работал в НИИ ВОДГЕО (Всесоюзный научно-исследовательский институт водоснабжения, канализации, гидротехнических сооружений и инженерной гидрогеологии) и занимался работами по очистке водных сооружений промышленных предприятий, преподавал в нескольких университетах и был одним из редакторов журнала «Микробиология». Мать, Наталья Разумова (урожденная Лодыженская) работала секретарем в журнале «Микробиология» вместе с мужем.

## Публикации
- Статьи Разумовой К. А. в журнале Успехи физических наук.
- последние статьи на сайте sciprofiles.com/profile/RazumovaKsenia
- последние статьи на сайте independent.academia.edu https://independent.academia.edu/KseniaRazumova

## Награды
- 1971 — Государственная премия СССР, за цикл работ «Получение и исследование высокотемпературной термоядерной плазмы на установках „Токамак“» (совм. с коллективом исследователей)[1].
- 1983 — Государственная премия СССР, за цикл работ «Мощные гиротроны диапазона миллиметровых волн и энергетические гиротронные комплексы для исследований» (совм. с Аликаевым В. В.)[1].
- 1992 — Премия имени Л. А. Арцимовича, за цикл работ по нагреву плазмы и генерации тока электронно-циклотронными волнами (совм. с Аликаевым В. В. и Есипчуком Ю. В.)[1].
- 2017 — Премия Ханнеса Альфвена

## Семья
Муж — Леонид Александрович Максимов — учёный-физик, член-корреспондент РАН. Сын — Иван Леонидович Максимов, режиссёр-мультипликатор и автор сценариев для мультфильмов, дочь Мария.